# Вікторія (стадіон, Гібралтар)
Стадіон Вікторія (англ. Victoria Stadium) — багатофункціональний стадіон у Гібралтарі. Переважно використовується для проведення футбольних матчів. 
Вперше стадіон на цьому місці був відкритий 19 червня 1949 року, він проіснував до кінця 1960-х років. Новий стадіон був збудований у 1970 році і введений в експлуатацію в 1971 році. У 1990 році натуральний газон замінили на штучний. 2012 року арену реконструйовано.
Місткість стадіону — 2000 сидячих місць. Є одним з двох стадіонів у Гібралтарі. Знаходиться на проспекті Вінстона Черчілля недалеко від аеропорту Гібралтар.